# Conferencia de las Partes del Acuerdo de Escazú de 2024
La Conferencia de las Partes del Acuerdo de Escazú (COP3) es una conferencia de América Latina y el Caribe sobre el Acuerdo de Escazú, desarrollada en la sede de la Comisión Económica para América Latina y el Caribe (CEPAL), en la ciudad de Santiago de Chile, entre el 22 y el 26 de abril de 2024.La Conferencia fue inaugurada por el presidente chileno Gabriel Boric.
El objetivo principal de la COP3 es la aprobación de un «Plan de Acción» para defensores y defensoras de derechos ambientales.

## Negociaciones
En el marco de la Conferencia, se presentó para la aprobación de los países participantes el «Plan de acción regional sobre defensoras y defensores de los derechos humanos en asuntos ambientales en América Latina y el Caribe», elaborado por el Grupo de trabajo ad hoc de composición abierta sobre defensoras y defensores de los derechos humanos en asuntos ambientales en América Latina y el Caribe del Acuerdo de Escazú. El Grupo de trabajo ad hoc estuvo compuesto por Chile, Ecuador y San Cristóbal y Nieves. 
El «Plan de Acción» estuvo abierto a la participación ciudadana a través del mecanismo público regional desde noviembre de 2023 hasta enero de 2024.El Grupo de trabajo incorporó algunas de las observaciones levantadas por el público, preparando el borrador para su aprobación durante la COP3.Además, se propuso para la consideración de las partes, la continuidad del Grupo de trabajo ad hoc hasta 2030, para monitorear el seguimiento del Plan de acción hasta esa fecha.   
Los días 19 y 20 de abril de 2024, sectores del público se encontraron en un espacio Pre-COP, donde produjeron una declaración firmada por más de cien organizaciones de la sociedad civil, apoyando la aprobación del Plan de acción y sugiriendo la incorporación de personas representantes de los pueblos indígenas y la continuidad del Grupo de trabajo.

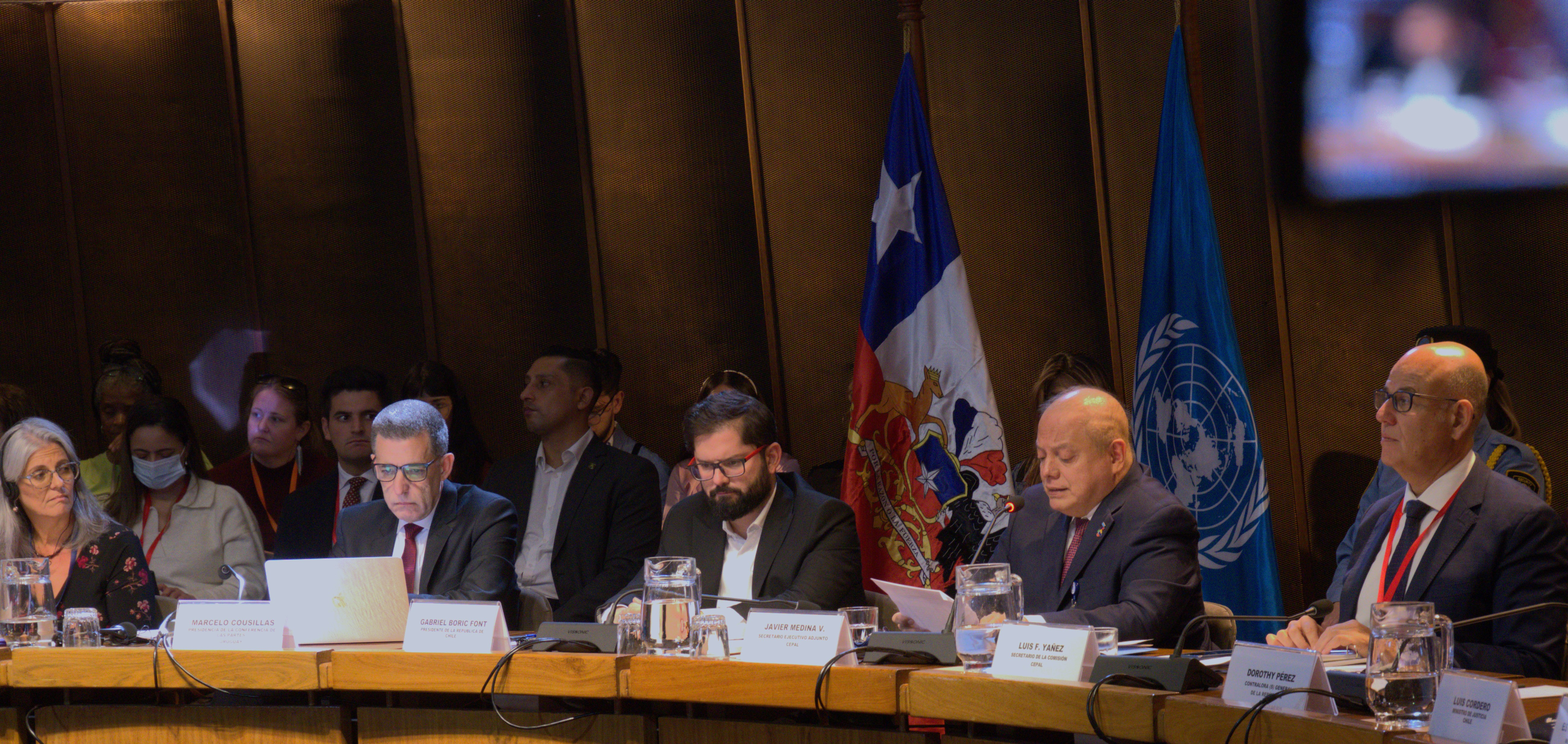
Inauguración de la COP3 por el presidente chileno Gabriel Boric.

También se presentó un proyecto de decisión sobre la transversalización de género en el Acuerdo de Escazú.La recomendación del público había sido que se presentara un plan de acción, pero los Estados parte no tomaron la recomendación. En su lugar, presentaron el proyecto de decisión.    